# Sharī Marī
Sharī Marī (persiska: شری مری) är en ort i Iran.   Den ligger i provinsen Khuzestan, i den centrala delen av landet, 500 km sydväst om huvudstaden Teheran. Sharī Marī ligger 28 meter över havet och antalet invånare är 571.
Terrängen runt Sharī Marī är mycket platt. Runt Sharī Marī är det ganska tätbefolkat, med 144 invånare per kvadratkilometer. Närmaste större samhälle är Veys, 11,2 km söder om Sharī Marī. Omgivningarna runt Sharī Marī är i huvudsak ett öppet busklandskap.